# زیگیسموند زارمبا
زیگیسموند زارمبا (انگلیسی: Sigismund Zaremba; ۳۰ مهٔ ۱۸۶۱ – ۲۷ نوامبر ۱۹۱۵) آهنگساز اهل امپراتوری روسیه بود.